# アーケータ (カリフォルニア州)
アーケータ（英: Arcata、発音: /ɑrˈkeɪtə/ ahr-key-tuh）は、アメリカ合衆国カリフォルニア州北部ハンボルト郡にあるハンボルト湾の北側部分アーケータ湾に隣接する都市である。2010年国勢調査での人口は17,231人であり、2000年からは3.5％増加した。アメリカ国道101号線を経由してサンフランシスコから北に280マイル (450 km) に位置し、カリフォルニア州立大学ハンボルト校のある学園都市となっている。

## 歴史

### 先住文化
ヨーロッパ人がこの地域に到着する前の時代はワイヨット族やユーロック族インディアンが住んでいた。後にアーケータとなった場所に存在したワイヨット族の集落は「コリ」という名前だった。この地域のインディアンはアルゴンキン語族の流れをくむ中で最も南西に住む人々だった。ワイヨット族の伝統的な本拠地は北はリトル川から南にハンボルト湾地域（現在のユーレカ市やアーケータ市を含む）、さらに南のイール川盆地下流までに拡がっていた。ユーロック族の本拠地はマッド川から北のクラマス川の向こうまで拡がっていた。今日、アーケータ市はビッグラグーン・ランチェリア族の本拠であり、近くに20エーカー (80,000 km²) の居留地を維持している。カリフォルニア州はインディアン部族の主権国家は存在しないものとしており、部族の土地と構成員の全ては幾つかの例外を除いて州と地方の規制に従うこととしている。しかしインディアン部族は排他的司法権を維持している。この地方のインディアン部族は幾つかのカジノを運営している。1860年、ワイヨット族がハンボルト湾のグンター島タタルワット集落で虐殺された。後にブレット・ハートとして知られたカリフォルニアの作家はこの虐殺に対する嫌悪感を新聞社説に載せた後、ハンボルト湾地域からの退去を強いられた。

### ヨーロッパ系アメリカ人の到着

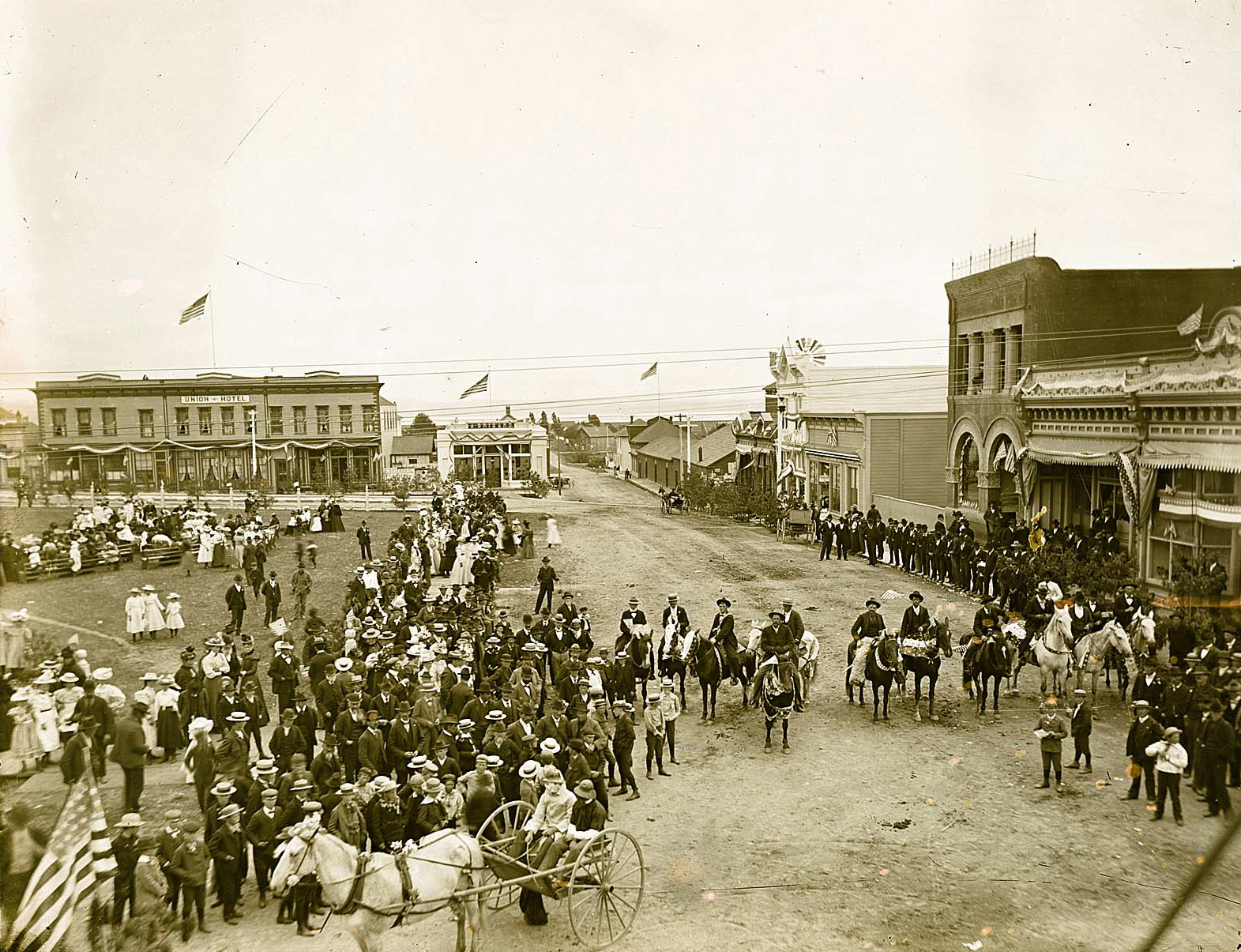
アーケータプラザ、1890年代

アーケータは当初ユニオンタウンあるいはユニオンという名前で設立された。ユニオンの町は港として設立され、東のクラマス、トリニティ、サーモン各山脈の金鉱に物資を供給する中心となり、極短期間ではあるが郡庁所在地となった。ユーレカ市よりも金鉱に幾らか近い位置にあり、設立初期はユニオンの方が有利だった。1850年にハンボルト湾地域で最初の重要な町として、ユニオン会社の従業員が広場や町の通りの配置を決めた。1850年代後半には衰退した金鉱の代わりにレッドウッド木材が地域経済の推進材料となり、ユーレカ市が主要都市となって1850年代の終わりまでに郡庁所在地の地位も奪った。
1852年にユニオンタウン郵便局が開設され、1860年に町の名前がアーケータに変えられた。
1886年、アーケータ市は中国人を排斥し、次のような決議案を法制化した。その法は「我々アーケータとその近在の市民は我々の間から中国人を全て排除することを望む。ユーレカ市が市内とその周辺から中国人定着地を排除することを支持する」と記していた。

### 現代
1989年8月、アーケータの有権者は非核地域法を承認し、核兵器に関わる労働を禁止し、市域内での核兵器の貯蔵と輸送を禁止した。この条令は核兵器製造者の製品やサービスについて、市が契約や購入を行うことも最小化した。2010年3月17日、アーケータ市政委員会は違法物乞い条令を最終的に成立させた（条令1399号）。この条令による規制は特に企業から20フィート (6 m) 以内での物乞いを禁じている。

## 地理
アーケータは北緯40度51分59秒 西経124度4分58秒 / 北緯40.86639度 西経124.08278度に位置する。アメリカ合衆国国勢調査局に拠れば、市域全面積は11.0平方マイル (28.6 km2)であり、このうち陸地は9.2平方マイル (23.8 km2)、水域は1.9平方マイル (4.8 km2)で水域率は16.76％である。
アーケータ市内には幾つかの地区がある。それらは、アルダーグローブ、アライアンス、アーケータボトムズ、カリフォルニアは何時、グリーンビュー、ノースタウン、サウスGストリート、サニーブレー、バレーウェスト、ウェストウッド、サンセット、中心街プラザ、レットウッドパーク、およびザ・マーシュである。

### 気候
アーケータの気候はハンボルト湾と太平洋に近いために海洋性気候である。年間平均降水量は40ないし50インチ (1,000-1,250 mm) であり、10月から4月の間に雨が多い。北風のために春は大変寒く感じられ、深く冷たい大洋水から沿岸湧昇が生じている。この湧昇によって夏には霧が多く発生し、日中の最高気温は50 °F (10 ℃) 台から60 °F (16 ℃) 台前半である。内陸に数マイルも入ると夏や秋の気温は50 °F (28 ℃) も高くなることがある。冬季日中の最高気温は40 °F (4 ℃) 台から50 °F (10 ℃) 台半ばであり、最低気温は30 °F (−1 ℃) 台半ばから40 °F (4 ℃) 台前半である。冬は30 °F (−1 ℃) 以下になることが多く、それと同じくらい夏や秋は70 °F (21 ℃) 以上になることが多い。
| アーケータの気候            | アーケータの気候 | アーケータの気候 | アーケータの気候 | アーケータの気候 | アーケータの気候 | アーケータの気候 | アーケータの気候 | アーケータの気候 | アーケータの気候 | アーケータの気候 | アーケータの気候 | アーケータの気候 | アーケータの気候 |
| 月                          | 1月              | 2月              | 3月              | 4月              | 5月              | 6月              | 7月              | 8月              | 9月              | 10月             | 11月             | 12月             | 年               |
| --------------------------- | ---------------- | ---------------- | ---------------- | ---------------- | ---------------- | ---------------- | ---------------- | ---------------- | ---------------- | ---------------- | ---------------- | ---------------- | ---------------- |
| 平均最高気温 °C （°F）      | 12 (53)          | 12 (54)          | 12 (54)          | 13 (55)          | 14 (57)          | 16 (60)          | 16 (60)          | 16 (61)          | 17 (62)          | 16 (60)          | 14 (57)          | 13 (55)          | 14 (57)          |
| 平均最低気温 °C （°F）      | 6 (42)           | 6 (42)           | 6 (42)           | 7 (44)           | 9 (48)           | 11 (51)          | 11 (52)          | 11 (52)          | 11 (51)          | 9 (48)           | 7 (45)           | 6 (43)           | 8 (47)           |
| 降水量 mm （inch）          | 218 (8.6)        | 160 (6.3)        | 135 (5.3)        | 64 (2.5)         | 58 (2.3)         | 23 (.9)          | 3 (.1)           | 5 (.2)           | 20 (.8)          | 89 (3.5)         | 124 (4.9)        | 170 (6.7)        | 1,064 (41.9)     |
| 出典：Weatherbase 2010年8月 |                  |                  |                  |                  |                  |                  |                  |                  |                  |                  |                  |                  |                  |

## 人口動態
以下は2000年の国勢調査による人口統計データである。
| 基礎データ - 人口: 16,651人（2006年では17,294人） - 世帯数: 7,051世帯 - 家族数: 2,813家族 - 人口密度: 699.6人/km2（1,812.1人/mi2） - 住居数: 7,272軒 - 住居密度: 305.5軒/km2（791.4軒/mi2） 人種別人口構成 - 白人: 84.51% - アフリカン・アメリカン: 1.56% - ネイティブ・アメリカン: 2.65% - アジア人: 2.27% - 太平洋諸島系: 0.20% - その他の人種: 3.49% - 混血: 5.31% - ヒスパニック・ラテン系: 7.22% 年齢別人口構成 - 18歳未満: 15.3% - 18-24歳: 32.3% - 25-44歳: 27.8% - 45-64歳: 15.9% - 65歳以上: 8.7% - 年齢の中央値: 26歳 - 性比（女性100人あたり男性の人口） - 総人口: 99.0 - 18歳以上: 96.9 | 世帯と家族（対世帯数） - 18歳未満の子供がいる: 19.7% - 結婚・同居している夫婦: 25.9% - 未婚・離婚・死別女性が世帯主: 10.4% - 非家族世帯: 60.1% - 単身世帯: 34.8% - 65歳以上の老人1人暮らし: 7.1% - 平均構成人数 - 世帯: 2.16人 - 家族: 2.81人 収入と家計（2007年推計） - 収入の中央値 - 世帯: 22,315米ドル - 家族: 36,716米ドル - 性別 - 男性: 26,577米ドル - 女性: 24,358米ドル - 人口1人あたり収入: 15,531米ドル - 貧困線以下 - 対人口: 32.2% - 対家族数: 14.3% - 18歳未満: 22.4% - 65歳以上: 6.0% |

2002年時点でアーケータの被雇用員の数は8,210人であり、失業率は7.2％だった。長年製材業がアーケータの経済を支配してきた。今日、市内の雇用機会の大半は、学校やカリフォルニア州立大学ハンボルト校を含む政府関連のもの、市内に多くある小企業、幾つかの製材業と食品製造業、様々なサービス業（専門職からレストラン、接客業まで）から生まれている。大きくはあるが測定不可能な大麻経済がアーケータと周辺地域で多くの雇用機会を生んでいる。経済と人口の増加率はカリフォルニア州全体よりも小さい。

## 政治

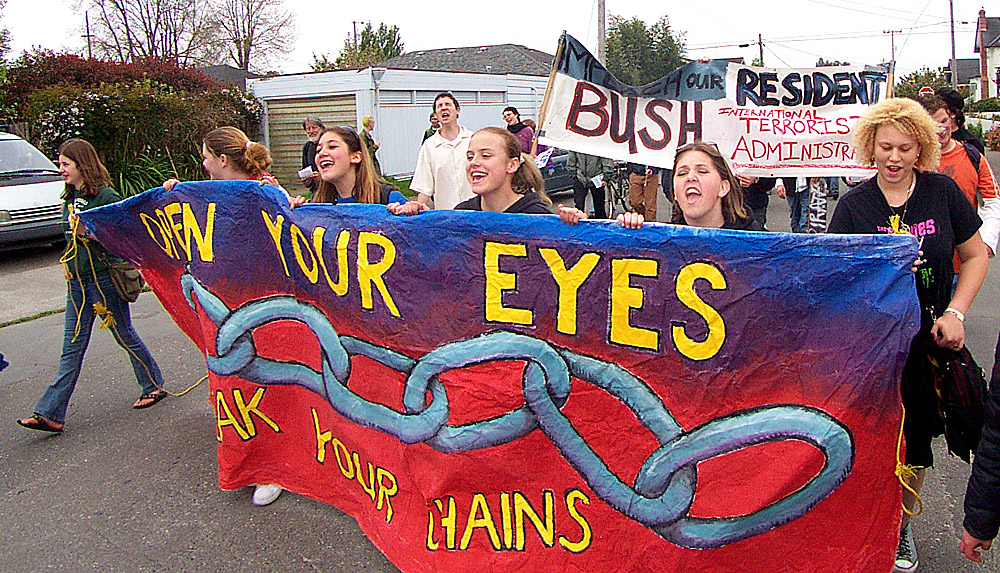
ジョージ・W・ブッシュ政権に反対する抗議運動

過去、アーケータはその政治姿勢において大変革新的であり、市政委員会で緑の党の候補者を多数派に選んだことではアメリカ合衆国の中でも最初の都市となった。現在の市政委員会は民主党議員が多数派になっている。革新派が多数となった結果として、多くのレストランチェーンの出店を制限することになった。また研究と教育目的を例外として如何なる種の遺伝子組み換え作物もその育成を禁止した最初の自治体となった。
カリフォルニア州議会では、上院の第2および下院の第1選挙区に属している。連邦議会下院ではカリフォルニア州第1選挙区に属している。2010年時点ですべて民主党議員が務めている。
アーケータの有権者はハンボルト郡の中でも最も民主党寄りである。例えば、2008年アメリカ大統領選挙で共和党候補者ジョン・マケインはアーケータの多くの投票区の中で10％足らずしか得票できず、民主党候補者のオバマは85％以上を得票した。アーケータは学園都市に典型的なものとしてリベラルな思想の中心であり、環境保護や社会改革の活動が広く受け入れられている。州内では海岸部がリベラルに、内陸部が保守的になる傾向があり、海岸部のハンボルト郡もその例に漏れないが、保守的な有権者も幾らか残っている。

## 教育
アーケータ市内にはカリフォルニア州立大学システム23キャンパスの中では最北となるハンボルト校がある。学生数は市人口の半分に近い。伝統的な学園都市の典型的な例である。

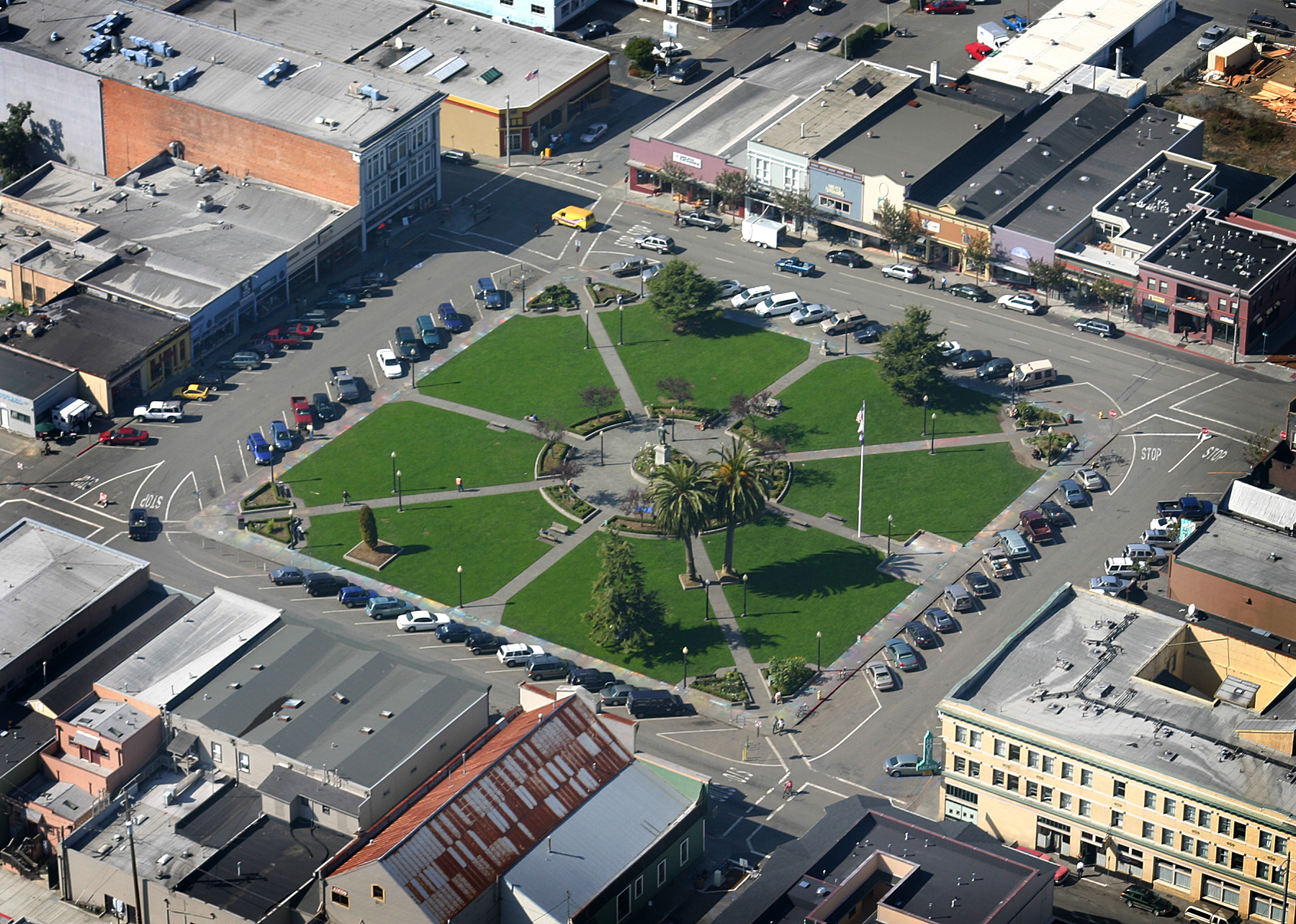
アーケータプラザ

## 文化
アーケータの中心はプラザである。1850年代、このプラザはトリニティ郡鉱山に仕向けられる商品がラバの隊列に積まれる場所だった。プラザには緑の芝生と広大な花壇があり、その中央にはマッキンリー大統領の彫像がある。プラザの周辺は店舗、バー、コーヒーショップ、レストランおよび音楽の生演奏会場が取り囲んでいる。また4月から11月まで開かれるハンボルト郡最大のファーマーズマーケットの中心会場でもあり、7月4日独立記念日祭やアーケータ・メインストリート牡蠣祭の主会場となり、動く彫刻レースのスタート地点、およびノースカントリー祭の会場となっている。さらにアーケータに立ち寄る旅行者にとっては人気のある落ち合い場所となっている。
市内には当初から大変多くのビクトリア様式建築物があり、その多くは改修されてきた。

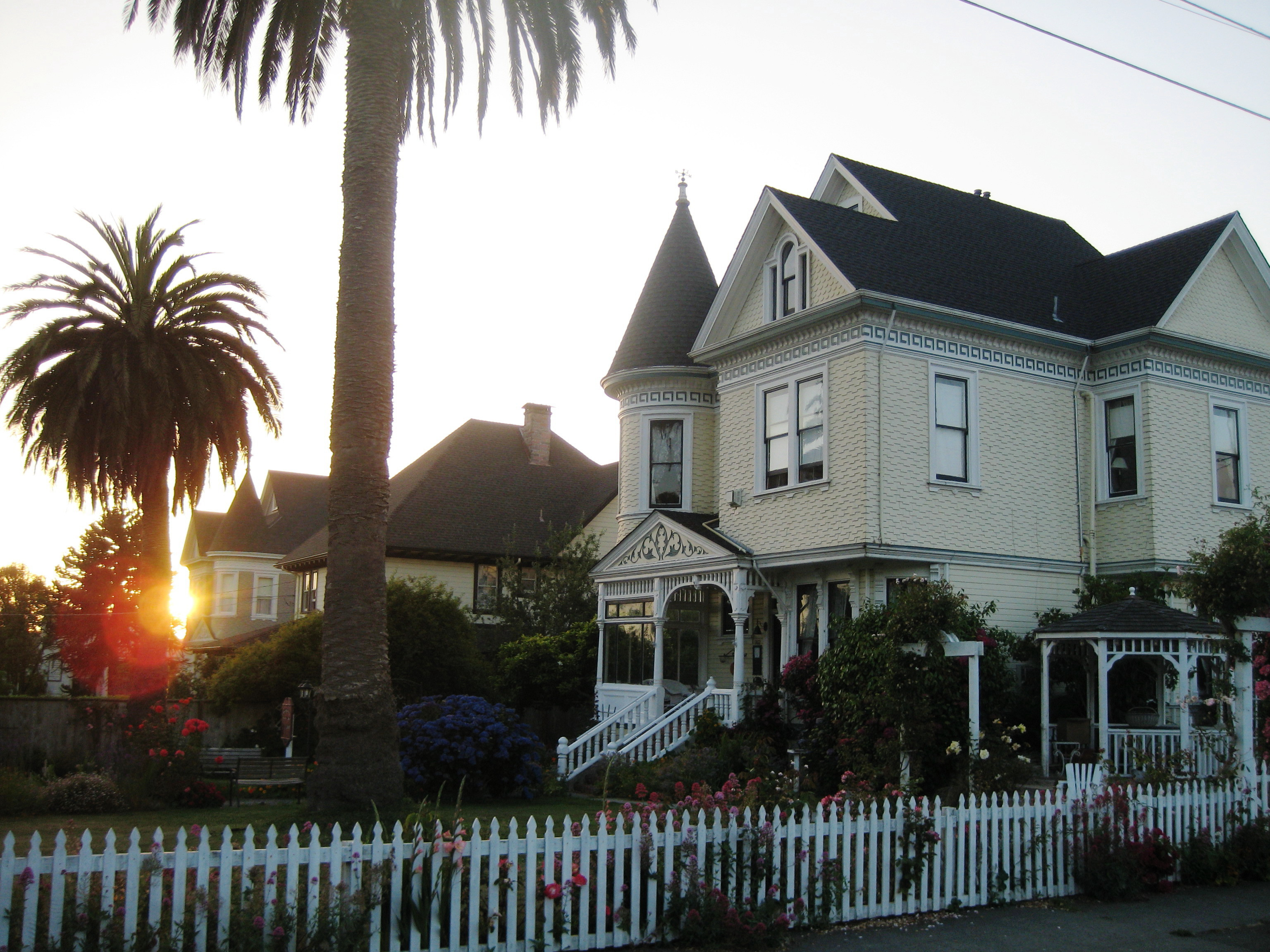
アーケータ市内のビクトリア様式建築物

市内にあるマイナー劇場は、現在も運営されているものとしてアメリカ合衆国では最古の映画のみの劇場である。ここはアーケータ劇場もある。

## 交通

### 道路
アメリカ国道101号線が南北に市内を2分している。中心街には幾つかの立体交差がある。市内は歩行者にかなり優しい地区と見なされている。カリフォルニア州道299号線は市内北端でアメリカ国道101号線と接続している。州道299号線はこの地点から始まり、東のウィーバービル、レディング、アルトゥラスの各市を通り、ネバダ州に向かっている。州道255号線は市の南端サモア・ブールバードでアメリカ国道101号線と接続し、その西はマニラに繋がっている。サモアから左折して3つの橋を使ってウッドリー島、インディアン島、ユーレカ市に至り、ユーレカ市の4番通りと5番通りで終点となり、ここでアメリカ国道101号線に戻る。州道255号線はアメリカ国道101号線の代替道路となっており、アメリカ国道101号線の制限速度が50マイル/時 (80 km/h) となっているのに対し、州道255号線のそれは55マイル/時 (88 km/h) と考えられている。
アーケータとハンボルト郡以外の地域とを結ぶ道路は長く曲がりくねった2車線道路であり、山岳や川の渓谷を抜けていくので、大雨や暴風のときには閉鎖され、時には大回りを必要とする。アーケータ、ユーレカ、フォーチュナの各市およびレッドウッド海岸地域は、アメリカ合衆国で最も人口の多い州の一部だが、アメリカ合衆国西海岸に沿った最も辺鄙な地でもある。

### 公共交通
レッドウッド交通システムがハンボルト郡内の公共バス輸送を担当しており、アーケータ市内にも幾つか停留所がある。アーケータ・マッド川交通サービスはアーケータ市内と未編入領域にバス便を運行している。ハンボルト高齢者資源センターからは申し込みによってオンデマンド便の利用が可能である。
市内のアーケータ交通センターを乗換点としてアムトラックやグレイハウンドの長距離バスに乗ることもできる。

### 航空
最も近い空港はマッキンリービルにあるアーケータ・ユーレカ空港である。この空港は第二次世界大戦中にアメリカ陸軍航空隊が建設し、特に霧の多い場所で霧を飛ばす技術の試験を行った。実際には霧を無くす方法は見つからず、動員解除後に市民空港としてハンボルト郡に譲られた。世界でも霧の多い空港であり、航空便が遅れたりキャンセルされる回数が多い。到着便の回航先は東に車で3時間のレディングか北に約90マイル (144 km) のクレセントシティである。

### 水路
ユーレカの近くに水深が深い海港がある。1854年、ユニオン・ワーフ・プランクウォーク会社がアーケータ湾の水深がある所まで2.7マイル (4.3 km) のレッドウッドの木道とレールを敷き、アーケータは水深のある海港となった。これは当初馬車鉄道だったが、後に蒸気機関車牽引に転換された。最終的にアーケータ・マッド川鉄道となったが、現在は廃線されている。アーケータの埠頭はとっくの昔になくなり、干潮時に幾つかの桟橋が見られる程度である。満潮時、アーケータ湿地のI通り端から大変小さなレクリエーション用ボートが進水させられる。しかし、干潮時アーケータ湾は広大な泥地となり、ボートを漕ぐには適していない。

## メディア
市内で発行されている購読者数の多い新聞は週刊紙の「ノースウェスト・コースト・ジャーナル」である。この新聞は無料で北海岸地域に毎週22,000部が配布されている。「アーケータ・アイ」紙はアーケータで毎週発行されるアーケータとブルーレイクの記事をカバーする新聞である。この新聞はそのユーモアを混じえて書かれた政治記事で域外でも知られてきた。カリフォルニア州立大学ハンボルト校でも「ザ・ランバージャック」という名の学生新聞を毎週発行しており、カリフォルニア・カレッジ新聞協会から2007年秋の版に対して、一般優秀賞（第3位）、新学期版賞（第1位）、編集賞（第3位）および優秀写真賞（第1位）を獲得した。この大学は学期に1回「オスプレイ」と呼ぶ総合的な学生雑誌も発行している。「オスプレイ」は2005年に西部地域（カリフォルニア、ネバダ、アリゾナの各州）で「年1回以上発行される最良学生雑誌」に対するジャーナリスト専門家協会賞など幾つかの賞を獲得してきた。「タイムズ・スタンダード」はアーケータをカバーする唯一の日刊紙である。またインターネット上では若者文化やホームレスなどアーケータで重要な様々な問題をカバーするザインやブログがある。
市内にあるノースコースト環境センターは、クラマス・シスキュー生態地域のために教育や活動、さらに必要なときは訴訟に関する月刊誌である「エコニューズ」を発行している。

## 環境の改善
アーケータ湿地はまず1979年に完成された清水と塩水の池を繋いだ人工のネットワークであり、湿地を基本とする革新的な排水処理システムである。この湿地は使われなくなった市内の固形ゴミ捨て場に建設され、フォード基金とハーバード大学のケネディスクールからの行政の革新賞などの多くの賞を受賞した。自転車愛好者、野鳥観察者、短期滞在者およびジョギングを行う人に人気があり、マクダニエル湿地再生計画の一部として最近拡張が行われた。
しかし、革新にはリスクがつきものである。環境保護庁は過去12の四半期報告書（2005年1月-2007年12月）のうちの9件で、アーケータ廃水処理場は排出水質基準値を超えていたとしている。
アーケータ市はアーケータ・コミュニティ森林、サニーブレー森林およびジャコビークリーク森林など総面積2,100エーカー (8.4 km²) の森林地を所有している。これらの森林地は全国的なメディアの注目を浴びている。アーケータ・コミュニティ森林は当初市の上水供給の一体性を守るために市が取得した。1955年に取得したときカリフォルニア州では最初の市が所有する森林として報じられた。その後、レクリエーション、教育、持続可能な伐採、および野生生物の生息地など多くの機能を果たしてきた。この森はアーケータ市の多くの都市内水流の水源である。1979年、アーケータ市民は「森林管理公園用地動議」を承認した。この法の意図は責任を持ち生態的な感覚のある長期森林管理計画を作ることであり、市の公園用地の獲得と開発のために伐採木材から上がる利益を当てることが意図された。1998年、アーケータ・コミュニティ森林は森林管理委員会の下で初めて認証を受けた市営森林となった。この時以降、2006年に取得した広さ175エーカー (0.7 km²) のサニーブレー森林や、アーケータ・コミュニティ森林の北端、ジェインズクリーク上流に隣接する広さ185エーカー (0.74 km²) の保護地権利を2009年に寄付されたことなど、追加される土地が保護されてきた。
アーケータの市民は地域の環境保護に積極的であり、水源の森が伐採されることを防止することに大きな貢献を果たしてきた。北海岸地域は環境問題で世論が分かれることが多く、伝統的に地域の天然資源からの収穫を生活の足しにしてきた長期住民や田園部の土地所有者と、地域の生物生息地を保存しようとする新しい住民の間で論争が持ち上がっている。

## スポーツ
アーケータ市はハンボルト・クラブズの本拠地である。これは1945年創設していらい毎年活動を続け、国内でも最も長く活動しているセミプロの野球チームとなっている。

## 著名な出身者と住人
- ウェズリー・チェスブロ、カリフォルニア州議会下院議員
- ロバート・A・ギアハート、カリフォルニア州立大学ハンボルト校環境工学教授
- スティーブン・ハケット、カリフォルニア州立大学ハンボルト校経済学教授
- ブレット・ハート、著作家、詩人、カリフォルニアの開拓時代の作品で知られる
- ダン・ハウザー、カリフォルニア州議会下院議員
- ティム・マッケイ、ノースコースト環境センター執行役員
- トスコー・E・ピースマン、カリフォルニア州立大学ハンボルト校物質工学と物理学の教授
- ネイサン・クォーリー、総合格闘家
- スティーブ・シレット、原生林の植物学者
- グレグ・スタッフォード、ゲームデザイナー
- ナオミ・ラング、フィギュアスケート選手

## 行事
- 動く彫刻レース
- ノースカントリー祭
- ゴッドウィット・デイズ

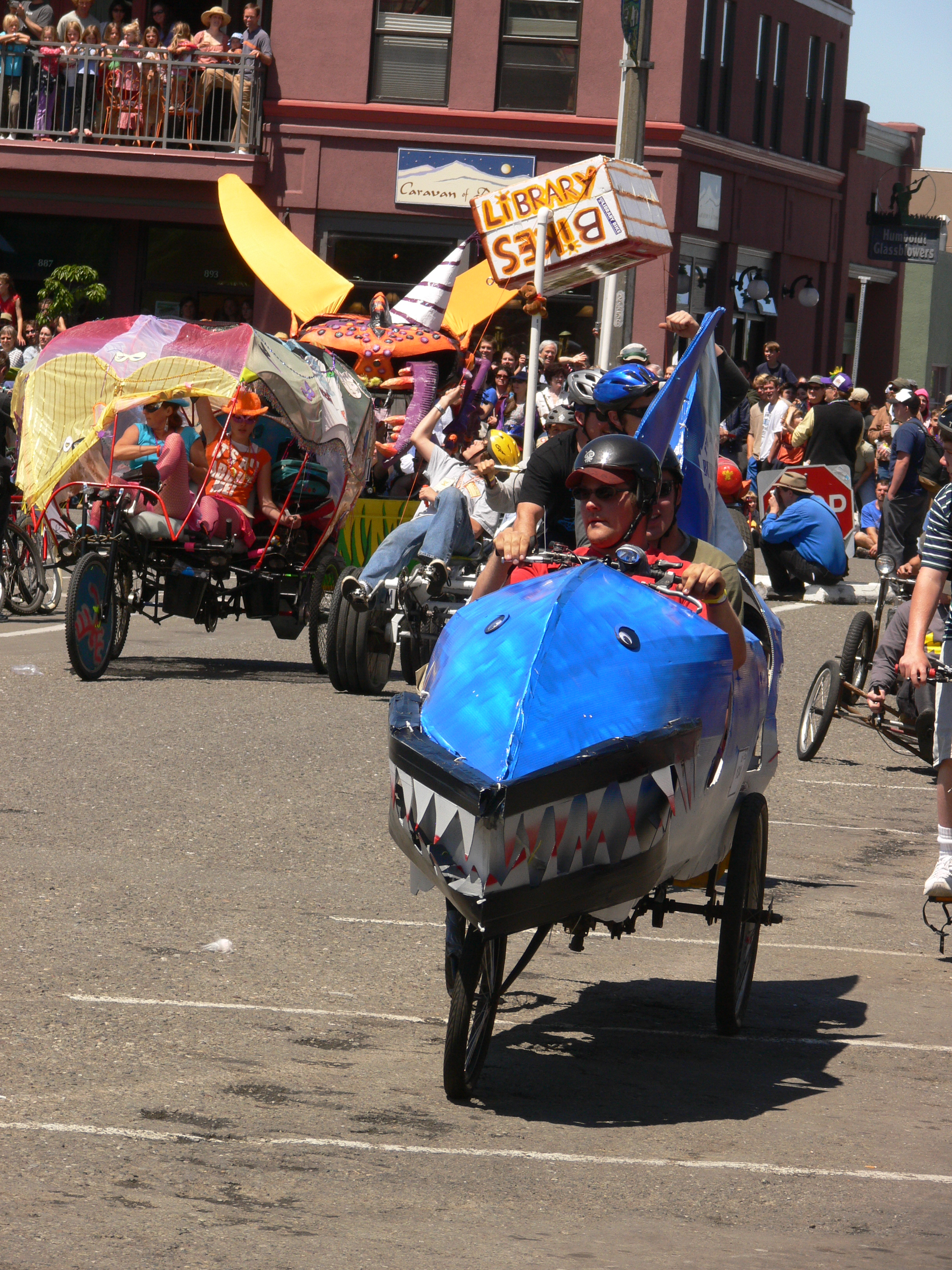
アーケータ動く彫刻レース

- アーツ!アーケータ、毎月第2金曜日の午後6時から9時
- アーケータ・メインストリート牡蠣祭
- 7月4日独立記念日祭
- 毎週土曜日のファーマーズマーケット
- "I"通りブロックパーティ、夏に姉妹都市のことを祝す
- パステルズ・オン・ザ・プラザ

## 姉妹都市
- ニカラグア、カモアパ